# سويتواتر
سويتواتر (بالإنجليزية: Sweetwater, Texas)‏ هي مدينة تقع بولاية تكساس في شمال شرق الولايات المتحدة. تبلغ مساحة هذه المدينة (كم²)، وترتفع عن سطح البحر 661 م، بلغ عدد سكانها 11415 نسمة في عام 2000 حسب إحصاء مكتب تعداد الولايات المتحدة .

## التركيبة السكانية
حدّد مكتب تعداد الولايات المتحدة بيانات التركيبة السكانية لسويتواتر في تعداد الولايات المتحدة. في ما يلي، التركيبة السكانية حسب تعدادي 2000 و2010.

### تعداد عام 2000
بلغ عدد سكان سويتواتر 11,415 نسمة بحسب تعداد عام 2000، وبلغ عدد الأسر 4,545 أسرة وعدد العائلات 3,018 عائلة مقيمة في المدينة. في حين سجلت الكثافة السكانية 398 نسمة لكل كيلومتر مربع (1,030.8/ميل2). وبلغ عدد الوحدات السكنية 5,202 وحدة بمتوسط كثافة قدره 181.4 لكل كيلومتر مربع (469.8/ميل2).
وتوزع التركيب العرقي للمدينة بنسبة 75.29% من البيض و5.83% من الأمريكيين الأفارقة و0.58% من الأمريكيين الأصليين و0.32% من الأمريكيين ذوي الأصول الآسيوية و0.07% من سكان جزر المحيط الهادئ و15.71% من الأعراق الأخرى و2.21% من عرقين مختلطين أو أكثر و31.70% من الهسبانيون أو اللاتينيون من أي عرق.
بلغ عدد الأسر 4,545 أسرة كانت نسبة 36.9% منها لديها أطفال تحت سن الثامنة عشر تعيش معهم، وبلغت نسبة الأزواج القاطنين مع بعضهم البعض 47.7% من أصل المجموع الكلي للأسر، ونسبة 14.5% من الأسر كان لديها معيلات من الإناث دون وجود شريك،  بينما كانت نسبة 4.1% من الأسر لديها معيلون من الذكور دون وجود شريكة وكانت نسبة 33.6% من غير العائلات. تألفت نسبة 29.7% من أصل جميع الأسر من عدة أفراد يعيشون في نفس المنزل ونسبة 14.4% كانت تتألف من شخص يعيش بمفرده يبلغ من العمر 65 عاماً أو أكثر. وبلغ متوسط حجم الأسرة المعيشية 2.45، أما متوسط حجم العائلات فبلغ 3.05.
بلغ العمر الوسطي للسكان 35.6 عاماً. وكانت نسبة 27.5% من القاطنين تحت سن الثامنة عشر، وكانت نسبة 8.8% بين الثامنة عشر والرابعة والعشرين عاماً، ونسبة 25.6% كانت واقعةً في الفئة العمرية ما بين الخامسة والعشرين والرابعة والأربعين عاماً، ونسبة 20.9% كانت ما بين الخامسة والأربعين والرابعة والستين، ونسبة 14.9% كانت ضمن فئة الخامسة والستين عاماً فما فوق. يوجد لكل 100 أنثى 91.0 ذكر، ويوجد لكل 100 أنثى في الثامنة عشر من عمرها فما فوق 86.8 ذكر.
بلغ متوسط دخل الأسرة في المدينة 24,293 دولارًا، أما متوسط دخل العائلة فبلغ 29,953 دولارًا. وكان متوسط دخل الذكور 27,722 دولارًا مقابل 18,064 دولارًا للإناث. وسجل دخل الفرد الخاص بالمدينة 13,065 دولارًا. وكانت نسبة 20.5% من العائلات ونسبة 23.7% من السكان تحت خط الفقر، وكان من هؤلاء نسبة 31.7% تحت سن الثامنة عشر ونسبة 22% في الخامسة والستين من العمر وما فوق.

### تعداد عام 2010
بلغ عدد سكان سويتواتر 10,906 نسمة بحسب تعداد عام 2010، وبلغ عدد الأسر 4,340 أسرة وعدد العائلات 2,801 عائلة مقيمة في المدينة. في حين سجلت الكثافة السكانية 380.3 نسمة لكل كيلومتر مربع (985.0/ميل2). وبلغ عدد الوحدات السكنية 5,040 وحدة بمتوسط كثافة قدره 175.7 لكل كيلومتر مربع (455.1/ميل2).
وتوزع التركيب العرقي للمدينة بنسبة 81.79% من البيض و6.20% من الأمريكيين الأفارقة و0.51% من الأمريكيين الأصليين و0.61% من الأمريكيين ذوي الأصول الآسيوية و8.38% من الأعراق الأخرى و2.51% من عرقين مختلطين أو أكثر و38.32% من الهسبانيون أو اللاتينيون من أي عرق.
بلغ عدد الأسر 4,340 أسرة كانت نسبة 34% منها لديها أطفال تحت سن الثامنة عشر تعيش معهم، وبلغت نسبة الأزواج القاطنين مع بعضهم البعض 42.5% من أصل المجموع الكلي للأسر، ونسبة 15.9% من الأسر كان لديها معيلات من الإناث دون وجود شريك،  بينما كانت نسبة 6.2% من الأسر لديها معيلون من الذكور دون وجود شريكة وكانت نسبة 35.5% من غير العائلات. تألفت نسبة 30.7% من أصل جميع الأسر من عدة أفراد يعيشون في نفس المنزل ونسبة 12.7% كانت تتألف من شخص يعيش بمفرده يبلغ من العمر 65 عاماً أو أكثر. وبلغ متوسط حجم الأسرة المعيشية 2.47، أما متوسط حجم العائلات فبلغ 3.08.
بلغ العمر الوسطي للسكان 37.4 عاماً. وكانت نسبة 27.1% من القاطنين تحت سن الثامنة عشر، وكانت نسبة 8.5% بين الثامنة عشر والرابعة والعشرين عاماً، ونسبة 23.8% كانت واقعةً في الفئة العمرية ما بين الخامسة والعشرين والرابعة والأربعين عاماً، ونسبة 24.8% كانت ما بين الخامسة والأربعين والرابعة والستين، ونسبة 15.8% كانت ضمن فئة الخامسة والستين عاماً فما فوق. وتوزع التركيب الجنسي للسكان بنسبة 48.6% ذكور و51.4% إناث.

## أعلام
- جون برادشو ليفيلد
- تيكس روبرتسون
- جاك سكوت
- بيلي هووبر
- باري ويندهام
- جيمس ستيوارت

## وصلات خارجية
- The City of Sweetwater Texas
- The US50 - Cities and Towns in Texas State